# Ipatele
Ipatele is een Roemeense gemeente in het district Iași.
Ipatele telt 2060 inwoners.